# یوهانس انگلز
یوهانس انگلز (به آلمانی: Johannes Engels) (متولد ۱۸ سپتامبر ۱۹۵۹ در دورن آلمان) مورخ تاریخ باستان آلمانی است. او از سال ۱۹۷۸ تا ۱۹۸۴ تاریخ، لاتین، یونانی، بیزانسی و علوم آموزشی را در دانشگاه کلن آموخت. در سال ۱۹۸۳ تا ۱۹۸۴ او اولین و دومین آزمون ایالتی در تاریخ، یونانی باستان و علوم آموزشی را گذرانید. در طی این زمان او پژوهشگر بنیاد گردا هنکل بود. در سال ۱۹۸۶، او آزمون ایالتی دیگر برای لاتین را گذرانید. به دنبال آن، از سال ۱۹۸۶ تا ۱۹۸۹ انگلز به عنوان دستیار محقق در دانشکده تاریخ باستان دانشگاه مونستر کار کرد. او در کلن فارغ‌التحصیل شد. از سال ۱۹۸۹، انگلز به عنوان دستیار محقق در مؤسسهٔ تاریخ باستان دانشگاه کلن کار کرد. از سال ۱۹۹۲ او مدرس برنامه Erasmus در دانشگاه کاتولیک لون است.